# Энтерит
Энтери́т (от др.-греч. ἔντερον «кишка») — воспалительное заболевание тонкой кишки. При хроническом течении приводит к атрофии её слизистой оболочки.

## Виды энтеритов
У человека по преимущественной локализации воспалительного процесса различают дуоденит (воспаление двенадцатиперстной кишки), еюнит (тощей кишки) и илеит (подвздошной кишки). Чаще наблюдается воспаление всей тонкой кишки в сочетании с гастритом (гастроэнтерит) и (или) колитом (гастроэнтероколит, энтероколит).

## Острые энтериты
Острые энтериты наблюдаются при инфекционных заболеваниях (брюшной тиф и паратифы, холера и др.), пищевых отравлениях, пищевой аллергии и т. д., сопровождаются воспалительным набуханием и гиперемией слизистой оболочки тонкой кишки, увеличением её секреции; в тяжёлых случаях возникают кровоизлияния и изъязвления.

### Симптомы острого энтерита
Проявляются внезапными болями (преимущественно в середине живота), нередко — рвотой, поносом, повышением температуры; в тяжёлых случаях выражены симптомы общей интоксикации, сердечно-сосудистые расстройства, обезвоживание организма, возможны судороги.
Кардинально отличается вирусный энтерит. Проявляется он повышением температуры и выраженной слабостью. Позднее присоединяются диспепсические явления. Частота диареи доходит до 20 раз в сутки, что вызывает обезвоживание. Без адекватного лечения энтерит переходит в вирусоносительство с развитием осложнений со стороны иных органов.

### Лечение острого энтерита
Лёгкие формы острого энтерита заканчиваются выздоровлением в течение нескольких дней или недель. Лечение проводят в стационаре или амбулаторно; оно зависит от обусловившей энтерит причины и тяжести течения. Применяют сульфаниламиды, антибиотики, спазмолитические, вяжущие и другие средства, обильное питьё крепкого несладкого чая. При улучшении состояния — постепенное расширение диеты.

## Хронические энтериты
Хронические энтериты могут быть следствием нерационального питания (систематического нарушения режима питания, злоупотребления острой пищей, крепкими спиртными напитками и т. д.), гельминтозов, лямблиоза, геотрихоза, хронических интоксикаций некоторыми промышленными ядами (например, соединениями свинца), длительного бесконтрольного применения лекарств (например, солевых слабительных, антибиотиков широкого спектра действия), некоторых врождённых заболеваний, характеризующихся нарушением синтеза определённых ферментов в кишечнике, аутоиммунных заболеваний (Болезнь Крона, целиакия), лучевой терапии при онкопатологи и т. д. Постепенно возникает атрофия слизистой оболочки, сглаживаются её ворсинки, уменьшается продукция кишечных ферментов, нарушается всасывание. Больных беспокоят урчание в кишечнике, нерезкие боли в околопупочной области, тошнота, слабость, поносы (преимущественно при энтероколите). Вследствие нарушения всасывания в кишечнике могут возникать различные расстройства питания. Распознаванию энтерита помогают исследования испражнений, полостного и пристеночного пищеварения и др.

### Лечение хронического энтерита
Диета, поливитамины; при поносах — вяжущие средства, препараты пищеварительных ферментов; при болях — спазмолитические средства; физиотерапевтические процедуры и др. При обострениях — лечение в стационаре. По показаниям проводится коррекция метаболических нарушений — парентеральное введение электролитных смесей, белковых препаратов, жирорастворимых витаминов А, Д, К, препаратов кальция. Дефицит кишечных ферментов (дипептидаз, дисахаридаз) вследствие воспаления и деструкции слизистой оболочки кишки целесообразно восполнять назначением панкреатических ферментов. Для восстановления микроэкологической системы кишечника, его стабильности назначают пробиотики. Их санирующее действие обусловлено продукцией антибактериальных метаболитов, ингибирующих рост потенциально патогенных микробов и высокой способностью к адгезии — прикреплению к мукозному слою, к кишечному эпителию. Это повышает колонизационную антиинфекционную резистентность кишечного барьера, стимулирующего лимфоидный аппарат, достаточный уровень секреторного Ig А. Назначают энтеросорбенты.
Вне обострения показано санаторно-курортное лечение (Ессентуки, Железноводск и др.).

## Энтериты у животных
У животных энтериты как самостоятельное заболевание встречается редко, обычно протекает как гастроэнтерит, гастроэнтероколит или энтероколит. Причины, вызывающие энтерит, — поедание недоброкачественного корма, обилие в рационе труднопереваримых кормов и др. Энтериты наблюдается также при некоторых отравлениях и инфекционных болезнях (например, при чуме крупного рогатого скота).
Энтеритом также называется остропротекающая вирусная болезнь, сопровождающаяся поражением миокарда и воспалением желудочно-кишечного тракта. Источниками болезни являются больные животные, однако людям она не передаётся. Смертность у взрослых собак составляет около 50 %, у щенков достигает 90 %.
Энтерит у ежей может быть вызван употреблением молока.